# Corydalis nudicaulis
Corydalis nudicaulis är en vallmoväxtart som beskrevs av Eduard August von Regel. Corydalis nudicaulis ingår i släktet nunneörter, och familjen vallmoväxter. Inga underarter finns listade i Catalogue of Life.